# August von Kreling

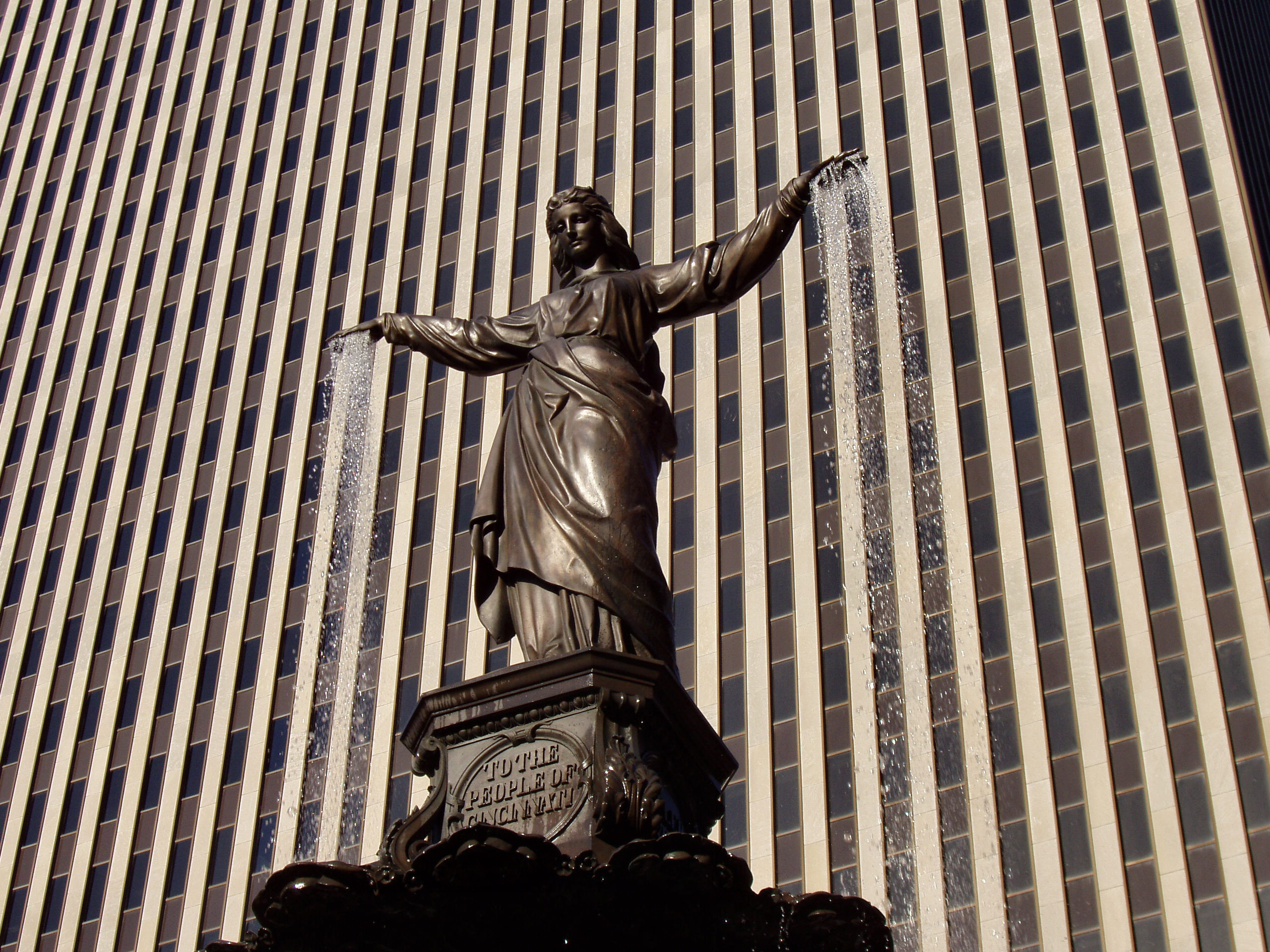
A víz géniusza (Tyler Davidson szökőkút, Cincinnati)

August von Kreling, (Osnabrück, 1819. május 23. – Nürnberg, 1876. április 22.) német festő és szobrász.

## Életpályája
Iskolai tanulmányai után péknek tanult apja pékségében. 16 évesen beiratkozott Hannoverben a Műszaki Főiskolára, és Ernst von Bandel szobrász tanítványa lett. A következő évben mestere tanácsára Münchenben kezdett tanulni a Képzőművészeti Akadémián. Tanárai Peter von Cornelius és Ludwig Michael von Schwanthaler voltak. Ezekben az években szinte teljesen felhagyott a szobrászattal, festészetet tanult. A hannoveri udvari színházban festett kilenc mennyezetfreskójával debütált. 
1847-48-ban Észak-Itáliában járt tanulmányúton, sokat időzött Velencében, ahol Veronese festményeit másolta. 1853-ban II. Miksa bajor király felkérésére a nürnbergi Képzőművészeti Akadémia igazgatója lett. Újjászervezte az akadémiát, amely Németország valamennyi hasonló intézményének példaképe lett. Kreling 1874-ig állt az Akadémia élén. Nürnbergi évei elején festette I. Lajos bajor király koronázása című képét a müncheni Maximilianeum számára. A berlini Művészeti Akadémia vezetését is felajánlották neki, de nem fogadta el. 
1850-ben Kreling készítette el a Tyler Davidson szökőkút női szoboralakját Henry Probasco üzletember, Cincinnati később polgármesterének kérésére. A bajor királyi ércöntödében öntötték a bronzszobrot. 1854-ben a nürnbergi Kaiserburg restaurálását vezette és a hiányzó bútorok terveit készítette el. 
Liechtenstein hercege 1858-ban megbízta az eisgrubi (Csehország) kastélyának átépítésével és a kastély parkjának átalakításával. 1858-ban a hannoveri Marktkirche templom ablakainak üvegfestményeit ő tervezte. 1870-ben a Weil der Stadt város számára készítette el Kepler szobrát. Még abban az évben a filozófia tiszteletbeli doktorává avatta a tübingeni egyetem. Szintén ekkor készült II. (Utószülött) Reuss Henrik herceg nagy bronzszobra Gerában. Goethe Faustjához is készített illusztrációkat. 1873-ban II. Lajos nemesi rangra emelte.

## Fordítás
- Ez a szócikk részben vagy egészben  az   August von Kreling című német Wikipédia-szócikk fordításán alapul.  Az eredeti cikk szerkesztőit annak laptörténete sorolja fel. Ez a jelzés csupán a megfogalmazás eredetét és a szerzői jogokat jelzi, nem szolgál a cikkben szereplő információk forrásmegjelöléseként.